# Bäkepark Steglitz

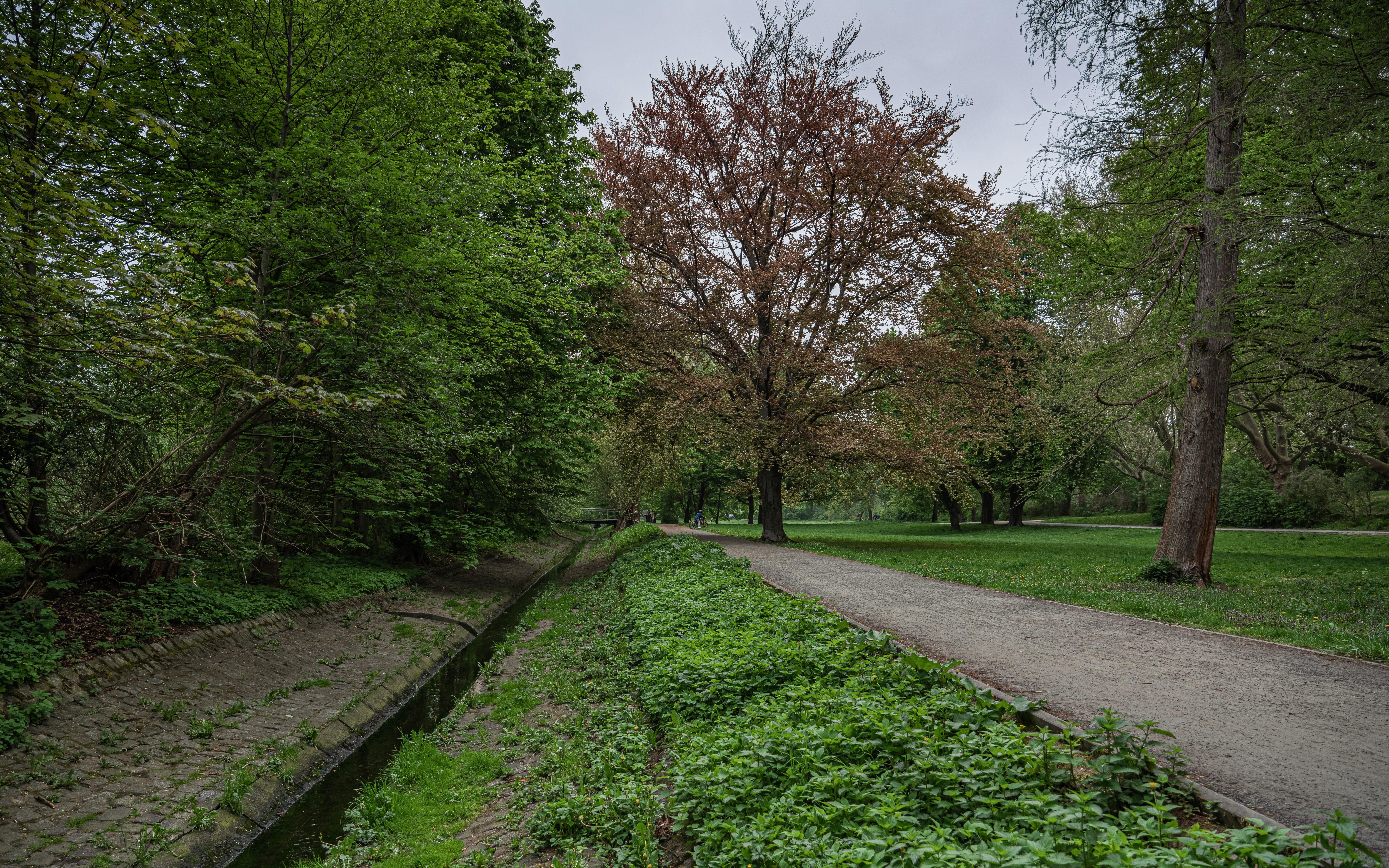
Die Bäke im Bäkepark

Der Bäkepark ist eine rund acht Hektar große öffentliche Grün- und Erholungsanlage im Berliner Ortsteil Steglitz des Bezirks Steglitz-Zehlendorf. Der Park wurde im frühen 20. Jahrhundert angelegt, noch bevor Steglitz nach Groß-Berlin eingemeindet wurde. Zwischenzeitlich trug er den Namen Haydnpark. Bereits zuvor gab es ein Wäldchen in diesem Bereich.

## Lage
Der Park erstreckt sich entlang der Bäke. Er beginnt im Norden an der Haydnstraße, wo der Bach erstmals oberirdisch verläuft und führt im Süden bis zur Paul-Schwarz-Promenade am Teltowkanal. Nach Osten hin hat der Park eine Ausbuchtung, die bis zur Birkbuschstraße geht. Seine westliche Grenze entspricht der Grenze des Ortsteils. Die Grünfläche wird in seiner Mitte von Nordost nach Südwest durch die Klingsorstraße durchkreuzt. Südwestlich liegt der Campus Benjamin-Franklin. In seinem Südbereich liegt der Bäketeich.

## Ausstattung

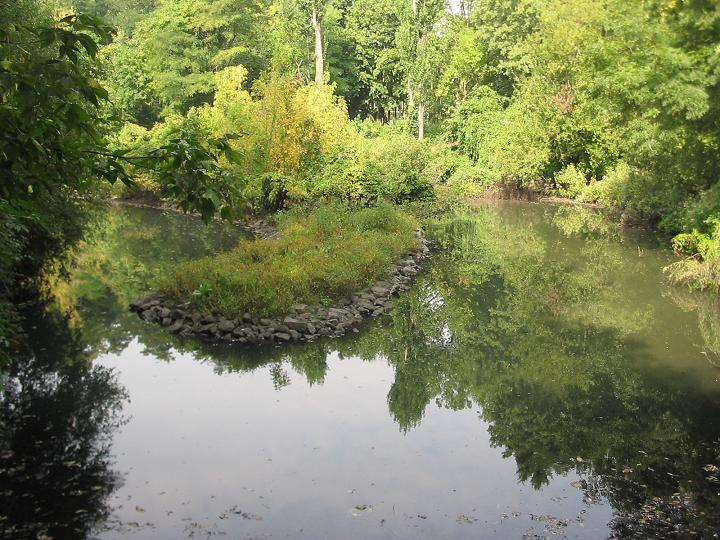
Bäketeich nördlich der Klingsorstraße

Auf dem Parkgelände befinden sich mehrere wertvolle Bäume. Wegen ihrer Seltenheit sind zwei Eiben, eine Flatterulme, ein Berg-Ahorn, eine Hainbuche und eine Platane als Naturdenkmäler ausgewiesen.
Im Süden befindet sich die Dampferanlegestelle Steglitz (Bäkepark). Der Park hat mit dem Spielplatz an der Bäke, dem Spielplatz Bäkepark und dem Dschungelspielplatz drei Spielplätze.
Koordinaten: 52° 26′ 44,7″ N, 13° 19′ 21,2″ O